# Деврім Лінгнау
Деврім Лінгнау (нар прибл. 1998) — німецька акторка.  

## Життя
Деврім Лінгау народилася в Мангеймі, Німеччина, у сім'ї батька-турка та матері-німкені   і виросла двомовною.   У школі вона вивчала балет і відвідувала Академію танцю в Університеті музики та сценічних мистецтв Мангейма.     У Державній академії образотворчого мистецтва в Карлсруе вона почала вивчати мистецтво під керівництвом німецької художниці Улли фон Бранденбург . 
У 2014 році вона знялася в повнометражному фільмі телеканалу ZDF Aktenzeichen XY … ungelöst (номер файлу XY. . . Невирішено) . З 2014 по 2015 рік вона неодноразово виконувала роль Ясемін у молодіжному містичному серіалі Fluch des Falken на Баварському радіо та ролі на дитячому каналі KiKA . У німецькому телевізійному міні-серіалі 2017 року Під підозрою: Втрачена безпека від ZDF і Arte вона зіграла турецько-німецьку Алейну Кара, режисер Андреас Герцог. В епізоді «Kinderkram» серіалу ARD Die Kanzlei її бачили в ролі Тоні в епізоді в 2018 році.
Після закінчення середньої школи в 2017 році в гімназії Йоганна-Себастьяна-Баха в Мангеймі-Неккарау  вона знялася в британському фільмі « Кармілла » 2019 року разом з Джесікою Рейн, Ханною Рей і Тобіасом Мензісом, у якому вона зіграла головну роль. Прем'єра фільму відбулася на Единбурзькому міжнародному кінофестивалі в 2019 році. У 2021 році вона зіграла головну роль у німецькому телефільмі Borga Йорка-Фабіана Раабе, де зіграла Крістіану Поль у ролі своєї дочки. 
У грудні 2020 року було оголошено, що вона зіграє головну роль у серіалі Netflix «Імператриця » про імператрицю Єлизавету Австрійську разом із Філіпом Фруассаном у ролі імператора Франца Йосифа I.  Серіал вийшов 29 вересня 2022 року.

## Фільмографія
- 2014: Aktenzeichen XY … ungelöst (серіал) 1 серія
- 2014–2015: Fluch des Falken (серіал)
- 2017: Unter Verdacht: Verlorene Sicherheit (серіал)
- 2018: Безсмертя (міні-серіал)
- 2018: Die Kanzlei – Kinderkram (серіал)
- 2019: In Wahrheit – Still ruht der See (серіал)
- 2019: Кармілла (фільм) - Кармілла
- 2019: Der Bozen-Krimi – Gegen die Zeit (серіал)
- 2019: Auerhaus
- 2020: Der Kriminalist – (серіал) 1 серія
- 2021: Борга
- 2021: Allmen und das Geheimnis der Erotik (серіал)
- 2022: Імператриця (серіал, Netflix ) — імператриця Єлизавета Австрійська

## зовнішні посилання
- Devrim Lingnau на сайті IMDb (англ.)